# Globuliciopsis lindbladii
Globuliciopsis lindbladii är en svampart som beskrevs av Hjortstam & Ryvarden 2007. Globuliciopsis lindbladii ingår i släktet Globuliciopsis, ordningen Polyporales, klassen Agaricomycetes, divisionen basidiesvampar och riket svampar.   Inga underarter finns listade i Catalogue of Life.